# Syngrapha viridisigma
Syngrapha viridisigma är en fjärilsart som beskrevs av Augustus Radcliffe Grote 1874. Syngrapha viridisigma ingår i släktet Syngrapha och familjen nattflyn. Inga underarter finns listade i Catalogue of Life.